# Dorcadion crassipes
Dorcadion crassipes là một loài bọ cánh cứng trong họ Cerambycidae.